# Hoher Angelus
Der Hohe Angelus oder Große Angelus (jeweils auch Angelusspitze; italienisch Angelo Grande) ist mit 3521 m der zweithöchste Berg der Laaser Berge in den Ortler-Alpen, einem Gebirge der südlichen Ostalpen. Er liegt in der italienischen Provinz Bozen – Südtirol und ist im Nationalpark Stilfserjoch unter Schutz gestellt. Nach Norden, Osten, Südwesten und Nordwesten sendet die Spitze ausgeprägte Grate. Der Hohe Angelus ist wegen seiner ebenmäßigen Form, seiner guten Rundsicht nach allen Seiten und der leichten Erreichbarkeit von der Düsseldorfer Hütte (Rifugio Serristori) aus ein auch im Winter als Skitour oft begangener Gipfel. Zuerst bestiegen wurde der Berg am 8. August 1868 von dem Polar- und Alpenforscher Julius Payer, dem Bergführer Johann Pinggera aus Sulden sowie namentlich nicht bekannten Jägern.

## Umgebung
Der Hohe Angelus ist vollständig von Gletschern umgeben. Der bedeutendste ist im Süden der Laaser Ferner. Westlich und nördlich liegt der Zayferner, der bis auf den Gipfel hinaufreicht. Im Osten erstrecken sich zwei kleinere Gletscher, nördlich des Angelus-Ostgrats der Ofenwandferner und südlich der sehr spaltenreiche Große Angelusferner, der mit einer West-Ost-Ausdehnung von etwa 600 m der kleinste Gletscher des Gebietes ist. Benachbarte Berge der Spitze sind im Verlauf des Südwestgrats, getrennt durch die auf 3337 m Höhe gelegene Angelusscharte, die Vertainspitze, mit einer Höhe von 3545 m der höchste Berg der Kette. Im Verlauf des Nordgrats liegt, getrennt durch den Wegübergang Ofenwandscharte (3302 m), die Hochofenwand (3431 m) und etwas weiter der Kleine Angelus mit 3318 m Höhe. Nach Westen fällt der Angelus hinab ins Zaytal nordöstlich oberhalb von Sulden, das etwa fünf Kilometer Luftlinie südwestlich liegt. Nach Nordosten fällt das Gelände hinab ins Laaser Tal. Laas im Vinschgau, der bedeutendste Ort der Gegend, liegt gut 9 km nordnordöstlich des Hohen Angelus.

## Stützpunkt und Besteigung
Der Weg von Payer, Pinggera und den namentlich nicht bekannten Jägern im August 1868 führte vom Martelltal aus über die Mittlere Pederspitze (3462 m), die Schildspitze (3461 m) und den Laaser Ferner zur Angelusscharte. Von dort aus gingen die Alpinisten über den Südwestgrat zum Gipfel, auf dem ein Steinmann errichtet wurde. Dieser Weg ist leicht begehbar, aber steinschlaggefährdet und nur im Frühjahr, bei ausreichender Schneebedeckung, sicher.
Der heutige Normalweg auf den Hohen Angelus führt als Reinstadlerroute über den Nordwestgrat. Er wurde zuerst von Victor Hecht aus Prag und Johann Pinggera 1870 begangen. Der 1200 Meter lange Weg ist im Felsbereich teilweise mit Drahtseilversicherungen ausgestattet (Klettersteig A/B) und erfordert leichtes Klettern im Schwierigkeitsgrad UIAA I, die Firnneigung beträgt maximal 30°. Als Stützpunkt für eine Besteigung dient die Düsseldorfer Hütte auf 2721 Metern Höhe im oberen Zaytal, nordöstlich von Sulden gelegen. Der Weg ist bei ungünstigen Bedingungen als Hochtour mit entsprechender Ausrüstung und Gletschererfahrung zu begehen. Durch den Rückgang des Zayfernes kann der Grat im Sommer ausapern und eine Wegspur freigeben. Die Gehzeit des bis ungefähr 3200 Meter markierten Weges beträgt, laut Literatur, 2½ Stunden von der Hütte. Schwierige Kletterrouten führen über den Nordgrat (UIAA III, 1904 zuerst bestiegen) und über den Nordostgrat (UIAA I bis III, 1921). Anspruchsvolle kombinierte (Fels/Eis) Touren führen durch die bis 45° geneigte Nordostwand (Emil und Otto Zsigmondy, 1881) und durch die bis 90° geneigte Nordwestwand. Auf dem Gipfel des Angelus steht kein klassisches Gipfelkreuz, sondern eine aus Stahlprofilen bestehende mehrstufige Pyramide.

## Etymologie
Erstmals belegt ist Angelus auf einer österreichischen Militärkarte um 1900. Der Name lässt sich jedoch wahrscheinlich nicht mit einem Engel in Verbindung bringen, sondern geht eher auf das lateinische angulus mit der Bedeutung Ecke zurück und verweist laut Egon Kühebacher somit auf umliegende Geländeformen oder Gratverläufe.